# میمون عنکبوتی جفری
میمون عنکبوتی جفری (نام علمی: Ateles geoffroyi) نام یک گونه از سرده میمون عنکبوتی است.